# Grzegorz Sandomierski
Grzegorz Sandomierski (nascido 5 de Setembro de 1989 em Białystok, Polônia) é um futebolista polaco que joga no Jagiellonia Białystok.

## Carreira

### Jagiellonia Białystok
Sandomierski carreira começou no Jagiellonia Białystok, a partir do lado de reserva a partir de 2006. Jogou em quatro jogos e depois foi emprestado ao Lech Poznan . Ele fez duas aparições na terceira divisão, depois do qual, ele retornou ao Jagiellonia. Na temporada de 2007-08, devido a uma lesão Jacek Banaszyński, Sandomierski fez sua estréia em uma partida da liga pela primeira vez com Cracovia em que ele concedeu dois gols. Até o final da competição, ele apareceu em quatro outros jogos. Sandomierski então sofreu uma lesão grave que o excluiu do jogo por meio ano. Em janeiro de 2009 ele foi emprestado ao Ruch Wysokie Mazowieckie , onde jogou como goleiro de primeira escolha. Antes da temporada 2009/2010, ele voltou para Bialystok. Sandomierski teve a sua chance para Jagiellonia após Rafał Gikiewicz sofreu uma série de maus formulário. Durante seu tempo no Jagiellonia, por seis partidas seguidas, Sandomierski manteve uma folha limpa. Sua raia durou 564 minutos, um recorde do clube, e terminou em um confronto com Ruch Chorzów.

### Racing Genk
Em agosto de 2011, Sandomierski assinado um contrato de cinco anos com a belga campeões KRC Genk, como um substituto para Thibaut Courtois.

## Carreira Internacional
Em 4 de Junho de 2012, Sandomierski foi convocado para a Seleção Polonesa, para disputar a EUROCOPA. Durante a EURO não atuou em nenhuma partida e sua seleção acabou desclassificada.

## Títulos
Zawisza Bydgoszcz
- Supercopa da Polônia (1): 2014

 Dínamo Zagreb
- Prva HNL (1): 2013/14

 Jagiellonia Białystok
- Copa da Polônia de Futebol (1): 2010
- Supercopa da Polônia (1): 2010